# عشق تضمینی
عشق، تضمین شده (انگلیسی: Love, Guaranteed) یک فیلم کمدی رمانتیک آمریکایی محصول ۲۰۲۰ به کارگردانی مارک استیون جانسون و نویسندگی الیزابت هکت و هیلاری گالانوی با بازی ریچل لی کوک و دیمون وینس جونیور است. این فیلم در نتفلیکس در ۳ سپتامبر ۲۰۲۰ منتشر شد.
وکیلی به نام سوزان برای نجات شرکت حقوقی کوچک خود، پرونده‌ای پردرآمد از نیک، یک مشتری جدید و جذاب را قبول می‌کند. اما …

## بازخوردها
در راتن تومیتوز، این فیلم بر اساس بررسی‌های ۲۵ منتقد، با میانگین امتیاز ۵ از ۱۰ و ۶۵ درصد محبوبیت دارد. در متاکریتیک، فیلم بر اساس ۶ منتقد، میانگین وزنی ۳۹ از ۱۰۰ را به دست آورده است که نشان دهنده «نقدهای عموماً نامطلوب» است.